# Championnats des Balkans d'athlétisme en salle 2016
Navigation
Édition précédente Édition suivante
La 21e édition des Championnats des Balkans d'athlétisme en salle s'est déroulée le 27 février 2016 à Istanbul, en Turquie.

## Compétition

### Hommes
| Épreuves         | Or        | Argent    | Bronze    |
| ---------------- | --------- | --------- | --------- |
| 60 m             |           |           |           |
| 400 m            |           |           |           |
| 800 m            |           |           |           |
| 1 500 m          |           |           |           |
| 3 000 m          |           |           |           |
| 60 m haies       |           |           |           |
| 4 × 400 m        | {{}} [[]] | {{}} [[]] | {{}} [[]] |
| Saut en hauteur  |           |           |           |
| Saut à la perche |           |           |           |
| Saut en longueur |           |           |           |
| Triple saut      |           |           |           |
| Lancer du poids  |           |           |           |

### Femmes
| Épreuves         | Or        | Argent    | Bronze    |
| ---------------- | --------- | --------- | --------- |
| 60 m             |           |           |           |
| 400 m            |           |           |           |
| 800 m            |           |           |           |
| 1 500 m          |           |           |           |
| 3 000 m          |           |           |           |
| 60 m haies       |           |           |           |
| 4 × 400 m        | {{}} [[]] | {{}} [[]] | {{}} [[]] |
| Saut en hauteur  |           |           |           |
| Saut à la perche |           |           |           |
| Saut en longueur |           |           |           |
| Triple saut      |           |           |           |
| Lancer du poids  |           |           |           |

## Tableau des médailles
Le pays organisateur est surligné en bleu.
| Rang  | Nation | Or | Argent | Bronze | Total |
| ----- | ------ | -- | ------ | ------ | ----- |
| 1     | {{}}   |    |        |        |       |
| 2     | {{}}   |    |        |        |       |
| 3     | {{}}   |    |        |        |       |
| 4     | {{}}   |    |        |        |       |
| 5     | {{}}   |    |        |        |       |
| 6     | {{}}   |    |        |        |       |
| 7     | {{}}   |    |        |        |       |
| 8     | {{}}   |    |        |        |       |
| 9     | {{}}   |    |        |        |       |
| 10    | [[]]   |    |        |        |       |
| 11    | {{}}   |    |        |        |       |
| 11    | {{}}   |    |        |        |       |
| 11    | {{}}   |    |        |        |       |
| 11    | {{}}   |    |        |        |       |
| 15    | {{}}   |    |        |        |       |
| Total |        |    |        |        |       |